# Ангелуш Попиванов
Ангелуш Попиванов е български учител и революционер, деец на Вътрешната македоно-одринска революционна организация.

## Биография
Ангелуш Попиванов е роден в град Гевгели, тогава в Османската империя, днес в Северна Македония. Работи като учител в родния си град. Присъединява се към ВМОРО. Заради Солунските атентати от април 1903 година, ръководителят на Гевгелийския революционен околийски комитет, главният учител в града Никола Хърлев, е арестуван и интерниран в родното му място. Ръководството на комитета се поема от учителя Христо Стоянов, а Попиванов действа като негов помощник. Илия Докторов описва ролята на Попиванов в този период така:
| „ | ...като неподозрян от властта, се възлагаше да прави срещи с куриерите идещи от полските и планинските села, да прави поръчки за нуждите на четите, които с риск на живота си най-добросъвестно изпълняваше през това бурно време. | “ |

При избухването на Илинденско-Преображенското въстание през юли тази година Стоянов преминава в нелегалност. За нов ръководител в разгара на въстанието е назначен Попиванов. По този повод Докторов пише за него в спомените си така:
| „ | Ангелуш поп Иванов, човек по душа тих, скромен, но самоотвержен, който пое да ръководи съдбините на околията тъкмо в най-бурното време. | “ |

Попиванов оглавява Гевгелийската революционна околия до края на август, т.е. около месец и половина, а е наследен от Докторов. На 1 септември заминава за гевгелийското село Сехово, където е назначен за учител.